# Picot verd cuanegre
El picot verd cuanegre (Picus vittatus) és una espècie d'ocell de la família dels pícids (Picidae) que habita boscos, manglars i matolls costaners, de les terres baixes des de l'est de Myanmar, Laos i sud del Vietnam cap al sud fins Tailàndia (excepte la zona peninsular) i Malaca (incloent l'illa Langkawi), Sumatra, Java, Bali i altres illes properes més petites.